# Ricardo Lunari
Ricardo Gabriel Lunari Del Federico (ur. 4 lutego 1970 w San José de la Esquina) – argentyński piłkarz pochodzenia włoskiego występujący na pozycji skrzydłowego lub pomocnika, trener piłkarski.